# Nguyễn Phong Hòa
Nguyễn Phong Hòa là Phó giáo sư, Tiến sĩ, Thiếu tướng Công an nhân dân Việt Nam. Ông nguyên là Phó Tổng cục trưởng Tổng cục Cảnh sát, Bộ Công an (Việt Nam).

## Sự nghiệp
Năm 2011, ông là Đại tá, Cục trưởng Cục tham mưu Cảnh sát – Tổng cục Cảnh sát phòng, chống tội phạm, Bộ Công an Việt Nam.
Ông từng là Chủ tịch Hội đồng khoa học và công nghệ, Tổng cục Cảnh sát.
Năm 2014 đến 2018, ông là Thiếu tướng, Phó Tổng cục trưởng Tổng cục Cảnh sát, Bộ Công an Việt Nam.